# Hydronebrius mattheyi
Hydronebrius mattheyi är en skalbaggsart som beskrevs av Michel Brancucci 1980. Hydronebrius mattheyi ingår i släktet Hydronebrius och familjen dykare.

## Underarter
Arten delas in i följande underarter:
- H. m. mattheyi
- H. m. nepalensis